# Cuiry-lès-Iviers
Cuiry-lès-Iviers es una comuna francesa, situada en el departamento de Aisne, de la región de Alta Francia.

## Demografía
| 72 | 66 | 50 | 48 | 40 | 40 | 37 | 28 |
| Para los censos de 1962 a 1999 la población legal corresponde a la población sin duplicidades (Fuente: INSEE [Consultar]) |    |    |    |    |    |    |    |